# Mimastra annadalei
Mimastra annadalei es una especie de insecto coleóptero de la familia Chrysomelidae.
Fue descrita científicamente en 1905 por Jacoby.